# Ophiolepis unicolor
Ophiolepis unicolor är en ormstjärneart som beskrevs av Hubert Lyman Clark 1938. Ophiolepis unicolor ingår i släktet Ophiolepis och familjen Ophiolepididae. Inga underarter finns listade i Catalogue of Life.